# مستوى المعيشة في الصين
تاريخياً، اتسم الاقتصاد الصيني بانتشار الفقر، والتفاوتات الشديدة في الدخل، وانعدام الأمن المعيشي المستشري. شهدت التحسينات منذ ذلك الحين ارتفاع متوسط العمر المتوقع للصينيين من حوالي أربعة وأربعين عامًا في عام 1949 إلى ثمانية وستين عامًا في عام 1985، بينما انخفض عدد السكان الصينيين المقدر أنهم يعيشون في فقر مدقع من 200 إلى 590 مليون نسمة في عام 1978، إلى 70 مليون نسمة في عام 2017.
حتى نهاية سبعينيات القرن الماضي، كانت ثمار النمو الاقتصادي تبطل إلى حد كبير من خلال الزيادات السكانية، التي حالت دون حدوث تقدم كبير في نصيب الفرد من الغذاء والملبس والمسكن بما يتجاوز المستويات التي تم تحقيقها في الخمسينيات.
في عام 1978، بدأ الحزب الشيوعي الصيني، بقيادة دنغ شياو بينغ، في إدخال إصلاحات على السوق، بما في ذلك إزالة الطابع الجماعي للزراعة، والسماح بالاستثمار الأجنبي وريادة الأعمال الفردية. بعد ثلاثين عامًا من التقشف والاكتفاء الهامشي، تمكن المستهلكون الصينيون فجأة من شراء ما يكفي من الطعام من مجموعة متنوعة ومختلفة من المواد الغذائية. أصبحت الملابس الأنيقة والأثاث الحديث ومجموعة واسعة من الأجهزة الكهربائية جزءًا من التوقعات العادية للعائلات الصينية العادية.
في أعقاب الإصلاحات الاقتصادية التي أدخلتها الحكومة في أواخر السبعينيات، ارتفع الاستهلاك والدخل الفردي بشكل ملحوظ، حيث ارتفع الاستهلاك الفردي الحقيقي للفلاحين بمعدل سنوي قدره 6.7 ٪ من عام 1975 إلى 1986، بينما بالنسبة لسكان الحضر خلال نفس الفترة، كان المعدل 5.5٪.تجلت التحسينات في مستوى المعيشة من خلال طفرة في الإسكان الريفي والحضري، إلى جانب الزيادة الكبيرة في ملكية أجهزة التلفزيون والأجهزة الأخرى.

## الطعام
بينما ارتفع إنتاج الغذاء بشكل كبير بعد عام 1949، كانت الزيادات السكانية كبيرة تقريبًا حتى الثمانينيات. نما إنتاج الحبوب، الذي يعتبر مصدر حوالي 75 في المائة من السعرات الحرارية في النظام الغذائي الصيني، بمعدل 2.7 في المائة سنويًا بين عامي 1952 و1979، بينما بلغ متوسط النمو السكاني حوالي 2 في المائة سنويًا. حيث نما إجمالي إنتاج الحبوب للفرد من 288 كيلوجرامًا سنويًا في عام 1952 إلى 319 كيلوجرامًا في عام 1978، بزيادة قدرها 11 في المائة فقط في 26 عامًا. اعتبارًا من عام 1986، كان إنتاج الحبوب 369 كجم للفرد.

## الملابس
في السبعينيات قبل فترة الإصلاح، تم تقييد شراء الملابس بالتقنين. اقتصر استهلاك القماش القطني على ما بين أربعة وستة أمتار في السنة للفرد. في الثمانينيات من القرن الماضي، كانت إحدى أبرز علامات «الثورة» الاقتصادية هي ظهور كميات كبيرة من الملابس الملونة الحديثة والمتنوعة نسبيًا في المدن الصينية، وهو تباين حاد مع الصورة الرتيبة للبدلات الزرقاء والرمادية التي تميز اللباس الصيني في السنوات السابقة. زاد استهلاك القماش من ثمانية أمتار للفرد في عام 1978 إلى ما يقرب من اثني عشر مترًا في عام 1985، وانتهى تقييد وتقنين شراء الملابس في أوائل الثمانينيات. تضاعف إنتاج الألياف الاصطناعية أكثر من ثلاثة أضعاف خلال هذه الفترة؛ في عام 1985، شكلت المواد التركيبية 40 في المائة من الملابس المشتراة. كما ضاعف المستهلكون مشترياتهم من الأقمشة الصوفية ثلاث مرات في هذه السنوات واشتروا أعدادًا متزايدة من الملابس المصنوعة من الحرير أو الجلد أو من الريش. في عام 1987، حملت المتاجر الصينية وأسواق الشوارع الملابس بمجموعة كبيرة ومتنوعة من الأنماط والألوان والجودة والأسعار. أظهر الكثير من الناس ثراءهم الجديد بملابس أنيقة باهظة الثمن نسبيًا، في حين أن ذوي الأذواق الأكثر تواضعًا أو الدخل الضئيل ما زالوا قادرين على تجهيز أنفسهم بشكل مناسب بتكلفة منخفضة للغاية.

## بضائع المستهلكين
كما هو الحال مع الإمدادات الغذائية والملابس، مر توافر الأدوات المنزلية بعدة مراحل. تم تخزين الأدوات المنزلية البسيطة وغير المكلفة، مثل الترمس وأواني الطبخ والساعات في المتاجر الكبرى ومنافذ البيع بالتجزئة الأخرى في جميع أنحاء الصين منذ الخمسينيات فصاعدًا. أصبحت السلع الاستهلاكية المعمرة باهظة الثمن نسبيًا متاحة بشكل تدريجي. في الستينيات، نما إنتاج وبيع الدراجات الهوائية وآلات الخياطة وساعات اليد وأجهزة الراديو الترانزستور لدرجة أن هذه العناصر أصبحت ممتلكات منزلية شائعة، تلتها في أواخر السبعينيات أجهزة التلفزيون والكاميرات. في الثمانينيات من القرن الماضي، زادت إمدادات الأثاث والأجهزة الكهربائية إلى جانب دخل الأسرة. أشارت بيانات مسح الأسر المعيشية إلى أنه بحلول عام 1985، امتلكت معظم العائلات الحضرية دراجتين، وأريكة واحدة على الأقل، ومكتب للكتابة، وخزانة ملابس، وماكينة خياطة، ومروحة كهربائية، وراديو، وجهاز تلفزيون. حيث امتلك جميع البالغين في المناطق الحضرية تقريبًا ساعات معصم، وكان لدى نصف جميع العائلات غسالات، و 10 في المائة بها ثلاجات، وأكثر من 18 في المائة يمتلكون أجهزة تلفزيون ملونة. تمتلك الأسر الريفية في المتوسط حوالي نصف عدد السلع الاستهلاكية المعمرة التي يمتلكها سكان الحضر. كان لدى معظم العائلات الزراعية دراجة واحدة، وحوالي نصفهم يمتلكون راديو، و 43 في المائة يمتلكون آلة خياطة، و 12 في المائة لديهم جهاز تلفزيون، ونحو نصف البالغين الريفيين يمتلكون ساعات يد.

## الإسكان
تأخر بناء المساكن عن النمو السكاني الحضري. حيث وجد مسح عام 1978 لظروف الإسكان في 192 مدينة أن عدد سكانها مجتمعين قد زاد بنسبة 83 في المائة بين عامي 1949 و 1978، لكن مساحة الأرضية السكنية زادت بنسبة 46.7 في المائة فقط. في عام 1978، كان هناك 3.6 متر مربع فقط من المساحة المعيشية لكل ساكن في هذه المدن، بانخفاض قدره 0.9 متر مربع منذ عام 1949. لعلاج هذه المشكلة، أصبح بناء المساكن الحضرية الحديثة أولوية قصوى في أواخر السبعينيات، وبحلول منتصف الثمانينيات من القرن الماضي، أصبحت المباني السكنية الشاهقة الجديدة والرافعات الشاهقة المستخدمة في بنائها سمات منتشرة في كل مكان في المدن الكبيرة. تحتوي بعض الشقق في المباني الجديدة على مراحيض ومطابخ وشرفات خاصة بها، لكن البعض الآخر يشترك في مرافق مشتركة. كانت جميعها تقريبًا ذات جودة أعلى بكثير من المنازل القديمة، حيث تم بناء العديد من المنازل القديمة من الطوب الطيني وتفتقر إلى السباكة.
تباينت ظروف الإسكان في المناطق الريفية على نطاق واسع. خلال الستينيات والسبعينيات من القرن الماضي، قامت آلاف الألوية الإنتاجية ببناء منازل وشقق صحية متينة وفي كثير من الحالات قرى جديدة بأكملها. مع إدخال نظام المسؤولية الاسرية وتضاعف الدخل في المناطق الريفية في أوائل الثمانينيات من القرن الماضي، حدثت موجة أخرى من بناء المساكن حيث تحركت العائلات الزراعية بسرعة للاستثمار في أصولهم الشخصية الرئيسية - منازلهم - والتي كانت في الغالب خاصة مملوكة. تفتقر العديد من منازل العائلات الزراعية إلى المياه الجارية، ولكن جميعها تقريبًا بها كهرباء وكانت أكثر اتساعًا من المساكن الحضرية. في عام 1980، بلغ متوسط مساحة المنازل الزراعية 9.4 متر مربع من المساحة المعيشية للفرد، وبحلول عام 1985 ارتفع الرقم إلى 14.7 مترًا مربعًا. على الرغم من البناء المكثف للمساكن الجديدة، في المناطق الفقيرة، لا تزال بعض العائلات الزراعية تعيش في مساكن تقليدية، مثل المنازل المبنية من الطوب والقش أو، في بعض المناطق، منازل الكهوف. لا يزال العديد من الرعاة الرحل في مناطق الحكم الذاتي مثل منغوليا الداخلية وشينجيانغ وشيزانغ (التبت) يعيشون في خيام. في وادي نهر اليانغتسي وجنوب الصين، استمرت بعض مجتمعات الصيد ونقل القوارب في العيش على متن سفنهم.
منذ التسعينيات، كان هناك عدد متزايد من الشقق المبنية في الصين والتي لا تزال فارغة.في عام 2010، ما يقرب من 65 مليون شقة، قادرة على إسكان حوالي 250 مليون شخص، كانوا شاغرين، بسبب ارتفاع تكلفة شراء أو استئجار غالبية الصينيين.في الوقت نفسه، ظل ملايين من الصينيين في المناطق الحضرية يعيشون في أحياء فقيرة.ولكن، حيث أن معدل التحضر في الصين لا يزال مرتفعًا (حوالي 20 مليون صيني ينتقل من المناطق الريفية كل عام) تعتبر هذه المشكلة ليست خطيرة، والعديد مما يسمى «مدن الأشباح» أصبحت مأهولة بالسكان.بالنسبة لعام 2012، هناك 35 مترًا مربعًا للفرد في المتوسط ويتجاوز معدل البناء 1.5 مترًا مربعًا سنويًا مما يسمح بإجمالي مساحة المعيشة لتتجاوز 50 مترًا مربعًا لكل رأس مال في أقرب وقت في عام 2020.

## توزيع الدخل
كانت الفروق في الدخل في الصين منذ الخمسينيات من القرن الماضي أقل بكثير مما هي عليه في معظم البلدان الأخرى. لم تكن هناك أي محاولة على الإطلاق لتحقيق المساواة الكاملة، وظلت مجموعة واسعة من مستويات الدخل. نمت الفروق في الدخل على نطاق أوسع في الثمانينيات حيث أتاحت سياسات الإصلاح الاقتصادي فرصًا جديدة للدخل. كان أكثر من ثلثي جميع العمال الحضريين يعملون في وحدات مملوكة للدولة، والتي تستخدم نظام أجور من ثماني درجات. اختلف الأجر لكل درجة من صناعة إلى أخرى، ولكن بشكل عام العمال في أعلى الدرجات يكسبون حوالي ثلاثة أضعاف ما يكسبه العمال المبتدئون، ويمكن لكبار المديرين أن يكسبوا نصف ما يكسبه كبار العمال، ويمكن للمهندسين أن يكسبوا ضعف ما يكسبونه.كبار العمال. في عام 1985، كان متوسط الدخل السنوي للأشخاص العاملين في الوحدات المملوكة للدولة 1,213 يوان صيني. كان أحد المكونات الهامة لأجور العمال يتكون من المكافآت والإعانات. في عام 1985، ساهمت المكافآت بنسبة 13 في المائة من دخول العاملين في الوحدات المملوكة للدولة؛ وأضاف دعم النقل والغذاء والملابس 15 في المائة أخرى. كان من أهم أشكال الدعم - التي لم تظهر في أرقام الدخل - الإسكان، الذي كان مملوكًا ومخصصًا من قبل وحدة العمل وتم تأجيره لأعضاء الوحدة بأسعار أقل بكثير من القيمة الحقيقية. في عام 1985، أنفق المستهلكون في المناطق الحضرية ما يزيد قليلاً عن 1 في المائة من دخولهم على الإسكان.
يذكر تقرير العملاء الصينيين 2010 ثلاث مجموعات من مستويات الإنفاق من الدخل: كبار المنفقين (الذين ينفقون 21٪ من الدخل)، والمنفقون المتوسطون (الذين ينفقون 36٪ من الدخل) وصغار المنفقين (الذين ينفقون 43٪ من الدخل).
إن نسبة 27 في المائة من القوى العاملة الحضرية التي تم توظيفها في الشركات المملوكة جماعياً كانت تحصل على دخل أقل في المتوسط من العاملين في الوحدات المملوكة للدولة. ان دخل العمال في المؤسسات المملوكة جماعياً، هو حصة من الأرباح التي حققتها المؤسسة. كانت معظم هذه الشركات صغيرة، ولديها القليل من رأس المال، ولم تحقق أرباحًا كبيرة. كان الكثير منهم منخرطًا في الخدمات التقليدية أو الحرف اليدوية أو أعمال التجميع على نطاق صغير بدوام جزئي. في عام 1985، حصل العمال في الوحدات الجماعية الحضرية على متوسط دخل سنوي قدره 968 يوان صيني. في البيئة التجارية الأكثر انفتاحًا في الثمانينيات، كان عدد قليل ولكن مهم من الناس يكسبون مداخيل أكبر بكثير من تلك الموجودة في الوحدات العادية المملوكة للدولة والمملوكة جماعيًا. على سبيل المثال، حصل موظفو الشركات التي يديرها مغتربون صينيون على ما متوسطه 2437 يوان صيني في عام 1985، أي أكثر من ضعف متوسط دخل العمال في الوحدات المملوكة للدولة.
كما انتج القطاع الخاص المحلي الصغير والنشط بعض الفرص المربحة. حيث عرضت المدارس الخاصة التي تعمل بدوام جزئي، والتي ظهرت بأعداد كبيرة في منتصف الثمانينيات، العمل الإضافي لأساتذة الجامعات، الذين يمكنهم مضاعفة دخلهم المتواضع أو مضاعفته ثلاث مرات إذا كانوا من مؤسسات مرموقة وقاموا بتدريس مواد مرغوبة، مثل اللغة الإنجليزية واليابانية، أو الإلكترونيات. ويمكن لأصحاب المشاريع الصغيرة أن يكسبوا في الأسواق الحرة أرباحًا أكبر بكثير من متوسط الدخل. كما يمكن لرجال الأعمال الذين عملوا كحلقة وصل بين الشركات الأجنبية والاقتصاد المحلي أن يكسبوا مداخيل أعلى بعدة مرات من تلك التي يحصل عليها الموظفون الأعلى أجرا في الوحدات المملوكة للدولة. حيث يمكن العثور على حفنة من رجال الأعمال المليونيرات في أكبر المدن. كان هؤلاء الأشخاص يمتلكون شركات قبل عام 1949، وتعاونوا مع الحكومة في الخمسينيات مقابل مخزون في شركاتهم، ثم خسروا دخولهم في الاضطرابات السياسية للثورة الثقافية. في أواخر السبعينيات وأوائل الثمانينيات، عندما أعيد تأهيل رجال الأعمال سياسياً، عادت دخولهم بالفائدة المتراكمة، ووجد بعضهم فجأة أنفسهم أثرياء. على الرغم من أن عدد الأشخاص الذين يتقاضون دخلًا يتجاوز بكثير مقياس الأجور العادي كان ضئيلًا بالنسبة إلى السكان، إلا أنهم كانوا رموزًا مهمة لمكافآت الإصلاح الاقتصادي وحظوا بقدر كبير من اهتمام وسائل الإعلام. في عام 1985، عمل معظم هؤلاء الأشخاص في مؤسسات مصنفة على أنها «وحدات ملكية أخرى» (شركات خاصة وليست شركات مملوكة للدولة أو جماعية). وظفت هذه الشركات 440 ألف شخص فقط من إجمالي القوى العاملة الحضرية البالغ 128 مليونًا في عام 1985 ودفعت متوسط رواتب سنوية يبلغ 1373 يوان صيني، وهو أعلى قليلاً فقط من المتوسط القومي الحضري الإجمالي.
في الصين، كما هو الحال في البلدان الأخرى، كان أحد المحددات المهمة لثراء الأسرة هو نسبة الإعالة - ويعني عدد غير العمال الذين يدعمهم كل عامل. في عام 1985، كان متوسط تكلفة المعيشة لشخص واحد في المناطق الحضرية 732 ين صيني سنويًا، وكان العامل العادي في مؤسسة حكومية، حتى مع بدل الطعام والمزايا الأخرى المضافة إلى الأجر الأساسي، يواجه صعوبة في إعالة شخص آخر. ومع ذلك، يمكن لاثنين من أصحاب الأجر المتوسط أن يعولوا شخصًا واحدًا بسهولة. كان للعائلات التي لديها العديد من العمال وعدد قليل أو عدم وجود أي عدد من المعالين، بعض الدخل الفائض، والتي ادخروها أو استخدموها لشراء سلع غير أساسية. كان التأثير الإيجابي المهم على مستويات الاستهلاك لكل فرد للأسر الحضرية، هو انخفاض عدد المعالين لكل عامل حضري، من 2.4 في عام 1964 إلى 0.7 في عام 1985. في الأسر الزراعية، انخفضت نسبة الإعالة من 1.5 في عام 1978 إلى 0.7 في عام 1985. ارتفع دخل المزارع بسرعة في الثمانينيات في ظل نظام تحفيز المسؤولية الاسرية، لكنه ظل في المتوسط أقل بكثير من الدخل الحضري. وجدت المسوح الأسرية أن متوسط الدخل الصافي للفرد في عام 1985 لسكان الريف كان 398 يوان صيني، أي أقل من نصف متوسط دخل الفرد في الحضر، والذي كان 821 يوان صيني. شكلت قيمة السلع التي ينتجها المزارعون ويستهلكونها بأنفسهم 31 في المائة من الدخل الريفي في عام 1985. كان الغذاء هو أكبر عنصر للدخل العيني، حيث كان 58 في المائة منه منتجًا ذاتيًا.
يستهلك أفراد عائلة المزرعة في المتوسط عدد أقل بكثير من أنواع السلع الرئيسية مقارنة بسكان الحضر. على سبيل المثال، وجدت دراسة استقصائية منزلية في عام 1985 أن متوسط استهلاك ساكن الحضر 148 كيلوجرامًا من الخضروات، و20 كيلوجرامًا من اللحوم، و2.6 كيلوجرامًا من السكر، و8 كيلوجرامًا من الخمور. في الوقت نفسه، وجد مسح للأسر الريفية أن المواطن الريفي العادي يستهلك 131 كيلوجرامًا من الخضار، و11 كيلوجرامًا من اللحوم، و1.5 كيلوجرامًا من السكر، و4 كيلوجرامات من الخمور. توجد اختلافات ذات طبيعة مماثلة للسلع الاستهلاكية المعمرة.
كان هناك مؤشر آخر على الفجوة بين مستويات الدخل في المناطق الحضرية والريفية هو الاختلاف في حسابات الادخار الشخصية، التي بلغ متوسطها في عام 1985 277 يوان صيني للفرد لسكان الحضر، ولكن فقط 85 يوان صيني للفرد بالنسبة لسكان الريف. كان هناك تباين كبير في مستويات الدخل الريفي بين مختلف الوحدات على مستوى المقاطعات والمحافظات والبلدات والقرى والأسر الفردية. في حين أن متوسط الدخل الصافي للفرد لسكان الريف في عام 1985 كان 398 يوان صيني، تراوحت المتوسطات على مستوى المقاطعات من 805 يوان صيني للأسر الزراعية التي تعيش في شنغهاي، إلى 255 يوان صيني لسكان الريف في قانسو.
كان التأثير الأساسي على الازدهار الريفي هو الجغرافيا. نوع التربة وجودتها، وهطول الأمطار، ونطاق درجة الحرارة، والصرف، وتوافر المياه تحدد أنواع وكميات المحاصيل التي يمكن زراعتها. كانت العوامل الجغرافية ذات الأهمية نفسها هي الوصول إلى طرق النقل والقرب من المناطق الحضرية.
تم تحقيق أعلى دخل زراعي من خلال وحدات الضواحي التي كانت قادرة على بيع المنتجات الرئيسية والمنتجات الجانبية في المدن المجاورة. في ظل نظام المسؤولية الاسرية، يعتمد دخل الأسرة على عدد العمال في كل أسرة ونجاح الأسرة في خفض تكاليف الإنتاج وفي توفير السلع والخدمات للأسواق المحلية. كانت معظم العائلات الريفية ذات الدخل الأعلى - «العوائل التي يبلغ دخلها 10000 يوان صيني» - تعتبر «عوائل متخصصة»، وهي العائلة التي ركزت جهود الأسرة على تقديم خدمة أو سلعة معينة. تمتلك العديد من هذه العائلات معداتها الخاصة، مثل الشاحنات أو المباني المتخصصة، وتعمل بشكل أساسي كوحدات خاصة. من التأثيرات المتزايدة الأهمية على حجم الدخل الريفي في منتصف الثمانينيات هو التوسع في المشاريع الريفية غير الزراعية، والتي غالباً ما يشار إليها باسم «مشاريع البلدات».تشمل هذه المشاريع المصانع وفرق البناء وعمليات المعالجة، وكان معظمها مملوكًا للتجمعات المحلية، وخاصة القرى والبلدات. وكان بعضها أيضا مملوكًا لمجموعات متطوعة من العائلات. اعتبرت الحكومة مؤسسات البلدات المصدر الرئيسي لتوظيف العمال الريفيين الذين تركوا الزراعة بسبب زيادة الإنتاجية في ظل نظام المسؤولية الأسرية. بحلول نهاية عام 1986، كانت شركات القرى توظف 21 في المائة من قوة العمل الريفية. ساعد انتقال العمالة الريفية إلى مؤسسات البلدات على زيادة متوسط الدخل الريفي بسبب زيادة الإنتاجية في الوظائف غير الزراعية. في عام 1986، أنتج العمال الصناعيون في المناطق الريفية متوسط قيمة سنوية قدرها 4300 يوان صيني للفرد، مقارنة بحوالي 1000 يوان صيني لكل مزارع في نفس العام.
ظهر تأثير التغيير في إنتاج المزارع من سياسات العمليات الجماعية المتبعة سابقاً، إلى العمليات المنزلية التي اتبعت لاحقاً، في بيانات استطلاع الأسر المعيشية حول مصادر الدخل الريفي. قبل الثمانينيات، كان المزارعون يتلقون الدخل في شكل حصص من الأرباح التي حققتها فرق الإنتاج الخاصة بهم بالإضافة إلى الدخل الإضافي من الأنشطة الجانبية للأسر المعيشية. حيث في عام 1978، جاء ثلثا الدخل الصافي لأسر المزارعين من المجتمع الزراعي، وكان 27 في المائة فقط مستمدًا من الإنتاج المنزلي. مع التحول إلى نظام المسؤولية الأسرية، تم عكس هذه النسب. وبحلول عام 1982، قدم المجتمع الزراعي 21 في المائة فقط من دخل المزرعة، بينما وفر الإنتاج المنزلي 69 في المائة. في عام 1985، انخفضت الحصة الجماعية من دخل المزرعة إلى ما يزيد قليلاً عن 8 في المائة، وارتفعت حصة إنتاج الأسرة إلى 81 في المائة.
ولعل أخطر الفجوات في مستويات المعيشة بين المناطق الريفية والحضرية كانت في التعليم والرعاية الصحية. حيث توجد المدارس الابتدائية في معظم المناطق الريفية، ويعمل 80 في المائة من معلمي المدارس الابتدائية في البلاد في المدارس الريفية. كانت المدارس الثانوية أقل انتشارًا ؛ فقط 57 في المائة من العدد الإجمالي لمعلمي المدارس الثانوية خدموا في المدارس الريفية. وكانت معظم المدارس الريفية أقل تجهيزًا، وتدريب موظفيها أقل كفاءة من نظرائهم في المناطق الحضرية. تم تحسين الرعاية الصحية بشكل كبير في المناطق الريفية في الستينيات والسبعينيات من القرن الماضي من خلال حملات الصرف الصحي وإدخال أعداد كبيرة من الأطباء والقابلات والعاملين الصحيين وما يعرف بالاطباء الحفاة. ومع ذلك، كانت معظم المستشفيات الحديثة والأطباء المدربين تدريباً كاملاً ومتقدما، والمعدات الطبية الحديثة موجودة في المناطق الحضرية ولم يكن من السهل الوصول إليها من قبل العائلات الريفية. في عام 1985، كان ثلثا أسرة المستشفيات والعاملين الطبيين موجودين في المستشفيات الحضرية. أثرت الإصلاحات الاقتصادية على التعليم الريفي والرعاية الصحية بشكل إيجابي في الأماكن التي استخدمت فيها المجتمعات الزراعية دخولها المرتفعة لتحسين مستويات المدارس والمستشفيات.